# Lygdamis muratus
Lygdamis muratus é uma espécie de anelídeo pertencente à família Sabellariidae.
A autoridade científica da espécie é Allen, tendo sido descrita no ano de 1904.
Trata-se de uma espécie presente no território português, incluindo a sua zona económica exclusiva.